# جيم برادي (ربان)
جيم برادي (بالإنجليزية: Jim Brady)‏ هو ربان ‏ أمريكي، ولد في 27 يونيو 1963 في تامبا في الولايات المتحدة.

## وصلات خارجية
- جيم برادي على موقع أوليمبيديا (الإنجليزية)